# 111 웨스트 57번가
111 웨스트 57번가(영어: 111 West 57th Street)는 미국 뉴욕에 있는 마천루이다. 111 스타인웨이 타워(111 Steinway Tower)라고도 한다. 뉴욕시 웨스트 57번가 111번지에 있는 타워 빌딩이라는 뜻이다. 높이 대비 폭이 24:1로, 세계에서 가장 가늘고 얇은 마천루이다.

## 사고
2020년 10월 29일 비가 오면서 바람이 강하게 불어서 타워 크레인에 철판이 약 410m 아래로 추락하는 사고가 발생했다. 다행히 인명피해는 없는 것으로 알려졌다.